# Macey Cone
Macey Cone är en kulle i Heard- och McDonaldöarna (Australien). Den ligger på Laurens Peninsula på Heard Island.
Toppen på Macey Cone är 124 meter över havet.